# 小行星7359
小行星7359（7359 Messier）梅西耳星，天文學臨時編號1996 BH，是一個位於小行星帶的小行星。1996年1月16日由捷克天文學家米洛什·季希（Miloš Tichý）發現於捷克克莱季天文台，以法國天文學家查尔斯·梅西耶命名。

## 外部連結
- JPL Small-Body Database Browser on 7359 Messier （页面存档备份，存于）

| 前一小行星： 7358 Oze | 小行星列表 | 後一小行星： 7360 Moberg |